# 谢尔盖·赫鲁晓夫
谢尔盖·尼基季奇·赫鲁晓夫（俄语：Сергей Никитич Хрущёв；1935年7月2日—2020年6月18日），俄裔美國机械工程师，回忆录作家。前苏联领导人尼基塔·赫魯曉夫之子。苏联解体后的1991年移居美国，1999年归化为美国公民。

## 生平
1935年生于莫斯科，1958年毕业于莫斯科动力学院。1958年至1968年在莫斯科火箭试验设计局工作。曾参与航天器和质子运载火箭的开发工作。1959年与同事共享列宁奖。1963年获苏联社会主义劳动英雄荣誉称号。1969年至1991年供职于莫斯科电力机械科学生产联合公司，同时在鲍曼高等技术学校任教。1991年移居美国，在罗得岛州北部的普罗维登斯县定居，1999年加入美国国籍。1996年后，在布朗大学工作，从事冷战和国际关系研究。他的政治学教程《后苏联地区的安全问题》在普罗维登斯的布劳诺夫大学一直都很受欢迎。
2020年6月18日死於罗得岛州克兰斯顿寓所內，及後美聯社引述驗屍官消息，謝爾蓋死於頭部槍傷，當地警官表示沒有跡象顯示「外界不當行為」導致其死亡，並已結案。

## 逸聞
1959年7月在蘇聯莫斯科举行的美国国家展览会开幕式上，46歲的美国副总统理查德·尼克森和65歲的苏联共产党第一书记兼苏联部长会议主席的尼基塔·赫鲁晓夫之间的即興交流，後世稱為廚房辯論。在辯論中，兩人以各自的後代做賭注，赫鲁晓夫声称尼克松的孙辈将在共产主义下生活，尼克松则声称赫鲁晓夫的孙辈将生活在自由之中。現實卻是尼克森變相勝利了，苏联解体后的1991年，赫鲁晓夫之子谢尔盖·赫鲁晓夫移居美国，1999年其歸化美國籍。

## 家庭
- 父亲：尼基塔·謝爾蓋耶維奇·赫魯曉夫（1894年－1971年）
- 母亲：尼娜·彼得罗夫娜·库哈尔丘克（1900年－1984年）[8]

## 著作
- 《全苏领退休金者》
- 《赫鲁晓夫谈赫鲁晓夫》
- 《赫鲁晓夫回忆录》（全三卷），社会科学文献出版社，2006年
- 《儿子眼中的赫鲁晓夫：导弹与危机》，中央编译出版社，2006年
- 《赫鲁晓夫下台内幕》，东方出版社，2007年